# Раевский, Николай Николаевич
Никола́й Никола́евич Рае́вский (14 [25] сентября 1771, Санкт-Петербург, Российская империя — 16 [28] сентября 1829, Бовтышка, Киевская губерния, Российская империя) — русский полководец, герой Отечественной войны 1812 года, генерал от кавалерии (1813). За тридцать лет безупречной службы участвовал во многих крупнейших сражениях эпохи. После подвига под Салтановкой стал одним из популярнейших генералов русской армии. Борьба за батарею Раевского явилась одним из ключевых эпизодов Бородинского сражения. Участник «Битвы народов» и взятия Парижа. Член Государственного совета (1826). Был близко знаком со многими декабристами. Дружбой с Раевским гордился А. С. Пушкин.

## Биография

### Происхождение. Воспитание
Раевские — старинный дворянский род, представители которого служили русским государям со времён Василия III. Раевские были стольниками и воеводами. Прасковья Ивановна Раевская (в замужестве Леонтьева) приходилась бабкой царице Наталье Кирилловне Нарышкиной — матери Петра I. Дед Николая Николаевича, Семён Артемьевич Раевский, в 19-летнем возрасте участвовал в Полтавской битве. Позднее служил в Святейшем Синоде прокурором, был воеводой в Курске. В отставку вышел в чине бригадира.

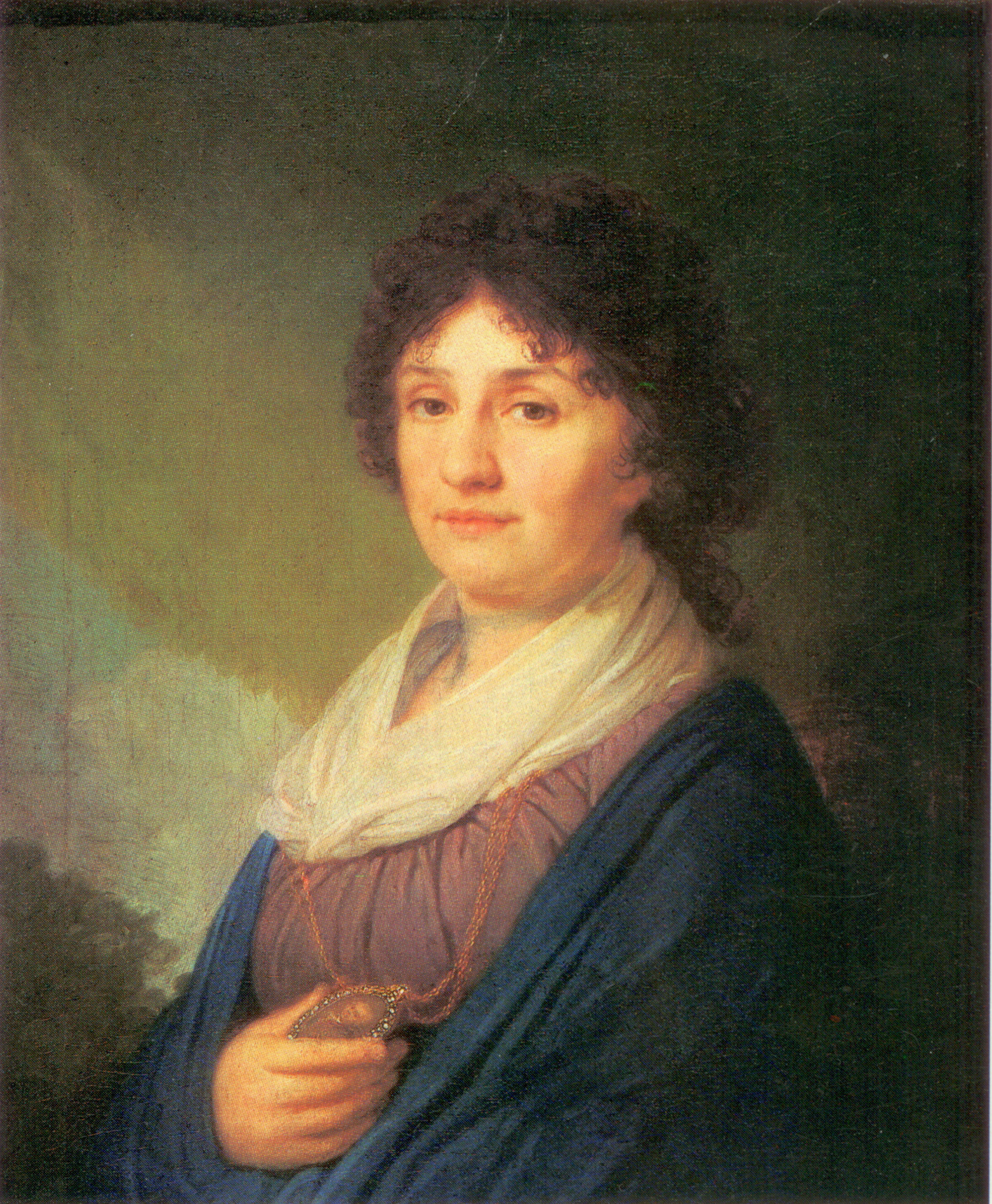
Мать генерала Раевского на портрете Боровиковского

Отец, Николай Семёнович, служил в гвардейском Измайловском полку. В 1769 году он обвенчался с Екатериной Николаевной Самойловой, и в том же году у них родился первенец Александр. В 1770 году молодой полковник добровольно отправился в действующую армию на Русско-турецкую войну. При взятии Журжи он был ранен и в апреле 1771 года скончался в Яссах, несколько месяцев не дожив до рождения второго сына.
Николай Николаевич родился 14 (25) сентября 1771 года в Санкт-Петербурге. Гибель мужа тяжело сказалась на состоянии Екатерины Николаевны, что в свою очередь отразилось и на здоровье ребёнка: маленький Николушка был болезненным мальчиком. В 1772 году Екатерина Николаевна Раевская вышла замуж за генерала Льва Денисовича Давыдова (1743—1801; известный партизан 1812 года Денис Давыдов — его племянник). От этого брака у неё было ещё трое сыновей — Александр, Пётр, Василий, и дочь — Софья (жена генерала Бороздина).
Николай Раевский рос преимущественно в семье деда по матери Николая Борисовича Самойлова, где получил домашнее воспитание и образование во французском духе (русским и французским языками он владел одинаково хорошо). Настоящим воспитателем и другом мальчика, фактически заменившим ему отца, стал брат матери граф Александр Николаевич Самойлов — видный екатерининский вельможа.

### Начало службы
В 1774 году, по обычаю того времени, Николая рано, в три года, зачислили на военную службу в Преображенский лейб-гвардии полк. Действительная же его служба началась в 1786 году. 14-летний гвардейский прапорщик Раевский был определён в армию генерал-фельдмаршала Г. А. Потёмкина — своего двоюродного деда по материнской линии. Светлейший князь так наставлял подопечного:
Во-первых, старайся испытать, не трус ли ты; если нет, то укрепляй врожденную смелость частым обхождением с неприятелем.
В 1787 году началась очередная Русско-турецкая война. Раевский волонтёром отправился в действующую армию и был прикомандирован к казачьему отряду полковника В. П. Орлова с приказом от Потёмкина:
… употреблять в службу как простого казака, а потом уже по чину поручика гвардии.
Казачьи отряды выполняли главным образом разведывательные и сторожевые задачи, участвуя лишь в небольших стычках. Потёмкин видел в казаках прирождённых воинов и считал, что «казачья наука» станет для племянника хорошей школой. И действительно, «служба в казацком полку оказалась полезной для молодого офицера, приучив его смолоду разделять с простыми солдатами все трудности походной жизни».
28 февраля 1789 года Раевский переведён премьер-майором в Нижегородский драгунский полк. Участвовал в переходе через Молдавию, в боях на реках Ларга и Кагул, в осадах Аккермана и Бендер. За проявленные в эту кампанию смелость, твёрдость и находчивость Потёмкин в сентябре 1790 года поручил племяннику командование Казачьим булавы Великого Гетмана полком. 24 декабря 1790 года во время штурма Измаила погиб старший брат Александр Николаевич. Теперь Николай должен был в одиночку отстаивать честь своего рода. С турецкой войны он вернулся 19-летним подполковником.
31 января 1792 года Раевский получил чин полковника и, участвуя в польской кампании, заслужил свои первые боевые награды — орден Св. Георгия 4-й степени и орден Св. Владимира 4-й степени.

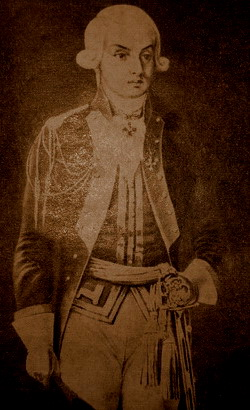
Н. Н. Раевский — командир Нижегородского драгунского полка. 1790-е гг.

### Кавказ
В 1794 году Раевский вступил в командование Нижегородским драгунским полком, славные боевые традиции которого отмечал ещё А. В. Суворов. Полк дислоцировался в южной крепости Георгиевск. Это был период временного затишья на Кавказе, и вскоре Раевский, взяв отпуск, отбыл в Санкт-Петербург для предстоящей женитьбы на Софье Алексеевне Константиновой (см. Семья). Летом 1795 года молодожёны вернулись в Георгиевск, где у них родился первый сын.
К этому времени обстановка на Кавказе накалилась. Персидская армия вторглась на территорию Грузии, и, выполняя свои обязательства по Георгиевскому трактату, русское правительство объявило Персии войну. В марте 1796 года Нижегородский полк в составе корпуса В. А. Зубова отправился в 16-месячный поход к Дербенту. В мае, после десяти дней осады, Дербент был взят. Полк Раевского отвечал за охрану путей сообщения и движения провиантского магазина. Вместе с главными силами он дошёл до реки Куры. В тяжёлых горных условиях Раевский проявил свои лучшие качества: «23-летний командир сумел сохранить во время изнурительного похода полный боевой порядок и строгую воинскую дисциплину».
В конце года вступивший на престол Павел I отдал приказ о прекращении войны. Войска должны были вернуться в Россию. Одновременно с этим многие екатерининские военачальники были отстранены от командования. 10 мая 1797 года по высочайшему повелению без указания какой-либо причины был исключён из службы и Раевский. Столь блестяще начатая карьера неожиданно прервалась.
Всё время правления Павла отставной полковник жил в провинции. Он занимался обустройством обширных имений своей матери, читал военную литературу, разбирал прошлые войны. Только 15 марта 1801 года, с воцарением Александра I, Раевский вернулся в армию: новый император пожаловал ему чин генерал-майора. Однако всего через полгода, 19 декабря, Николай Николаевич снова оставил службу, на этот раз по собственному желанию, вернувшись к сельскому уединению и радостям семейной жизни. На рубеже веков супруга подарила ему второго сына и четырёх дочерей.

### Войны начала века
В 1806 году сложилась очередная антифранцузская коалиция. Недовольная действиями Наполеона в Германии Пруссия начала войну с Францией. Вскоре пруссаки потерпели несколько сокрушительных поражений, и 27 октября 1806 года французы заняли Берлин. Выполняя союзнические обязательства, Россия послала свою армию в Восточную Пруссию. С декабря русская армия вела упорные оборонительные бои. Наполеон, имевший поначалу почти двукратное численное превосходство, реализовать его не сумел. Война затянулась.
В феврале 1807 года генерал Раевский подал прошение о зачислении в действующую армию. Он был назначен командиром егерской бригады, которой было поручено прикрывать авангард генерала П. И. Багратиона — друга Раевского. Николай Николаевич успешно справился с поставленной задачей.
В июне Раевский участвовал во всех крупных сражениях этого периода, практически беспрерывно идущих один за другим: 5 июня — при Гуттштадте, 6 июня — при Анкендорфе, 7—8 июня при Деппене, 9 июня снова при Гуттштадте. Особенно важным для Раевского был первый бой под Гуттштадтом. После десяти лет вне армии он вновь проявил себя храбрым и умелым военачальником. «Действуя с тремя егерскими полками на левом фланге неприятеля, где происходили основные события, Раевский сломил упорное сопротивление французов… и заставил их продолжить отступление». 10 июня в сражении при Гейльсберге он получил ранение пулей в колено, но остался в строю. 14 июня в битве под Фридландом командовал всеми егерскими полками, а при отступлении армии к Тильзиту руководил всем арьергардом. За участие в этих боевых операциях Раевский был награждён орденами Св. Владимира 3-й степени и Св. Анны 1-й степени.
Вскоре был заключён Тильзитский мир, положивший конец войне с Францией, но практически сразу же начались новые войны: со Швецией (1808—1809) и Турцией (1810—1812). Раевский принимал участие в обеих. За отличия в боях со шведами в Финляндии (сражение при Кумо, занятие Бьёрнеборга, Нормарка, Кристинестада, Ваасы) Раевский произведён 12 апреля 1808 года в генерал-лейтенанты. С 14 апреля 1808 года командир 21-й пехотной дивизии, с 1809 года — 11-й пехотной дивизии. Сражаясь на берегах Дуная против турок в составе армии Н. М. Каменского, Раевский особенно отличился при взятии крепости Силистрия. Осада её началась 23 мая 1810 года. Раевский со своим корпусом ночью, под прикрытием темноты, подтянул к крепостным стенам русские батареи. На другой день был предпринят энергичный обстрел города. 30 мая крепость сдалась. За участие в этой операции Раевский был награждён шпагой с бриллиантами. 31 марта 1811 года Раевскому было поручено формирование 26-й пехотной дивизии.

### Отечественная война 1812 года

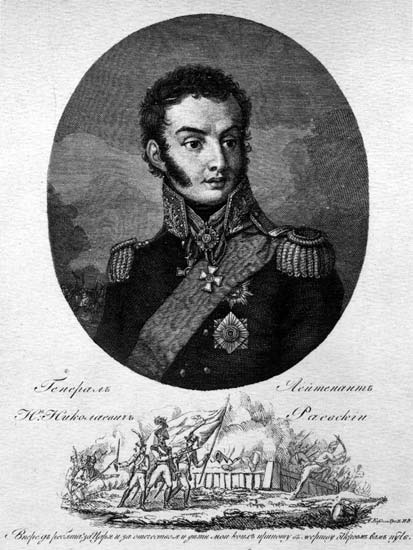
Раевский с сыновьями в 1812 году. Гравюра С. Карделли

В ночь на 24 июня 1812 года «Великая армия» Наполеона вторглась на территорию России. Раевский на этот момент возглавлял 7-й пехотный корпус 2-й Западной армии генерала П. И. Багратиона. Из-под Гродно 45-тысячная армия Багратиона начала отступление на восток для последующего соединения с армией М. Б. Барклая-де-Толли. С целью не допустить соединения двух русских армий Наполеон послал наперерез Багратиону 50-тысячный корпус «железного маршала» Даву. 21 июля Даву занял город Могилёв на Днепре. Таким образом, неприятель опередил Багратиона и оказался к северо-востоку от 2-й русской армии. Обе стороны не имели точных сведений о силах противника, и Багратион, подойдя к Днепру 60 км южнее Могилёва, снарядил корпус Раевского, чтобы попытаться отбросить французов от города и выйти на прямую дорогу в Витебск, где по планам должны были соединиться русские армии.

#### Салтановка

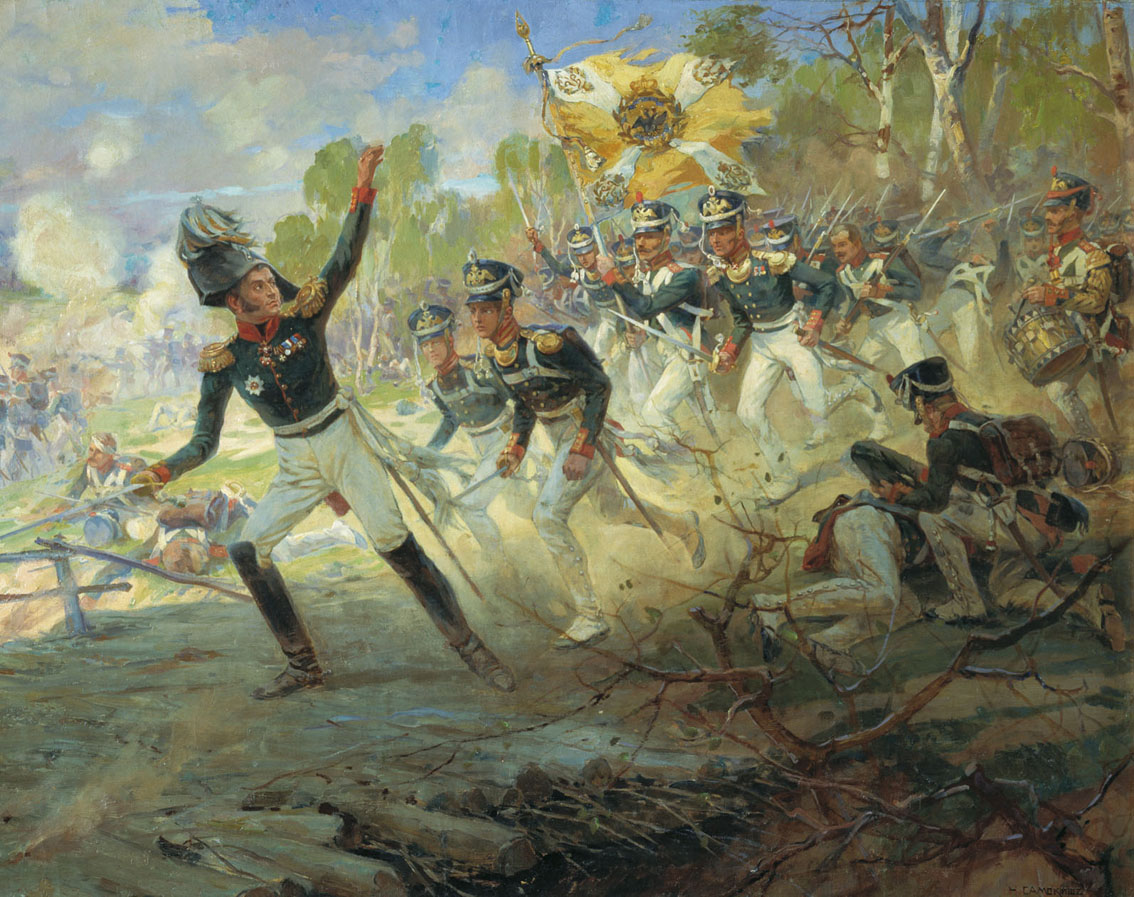
Подвиг солдат Раевского под Салтановкой.
Н. С. Самокиш, 1912 г.

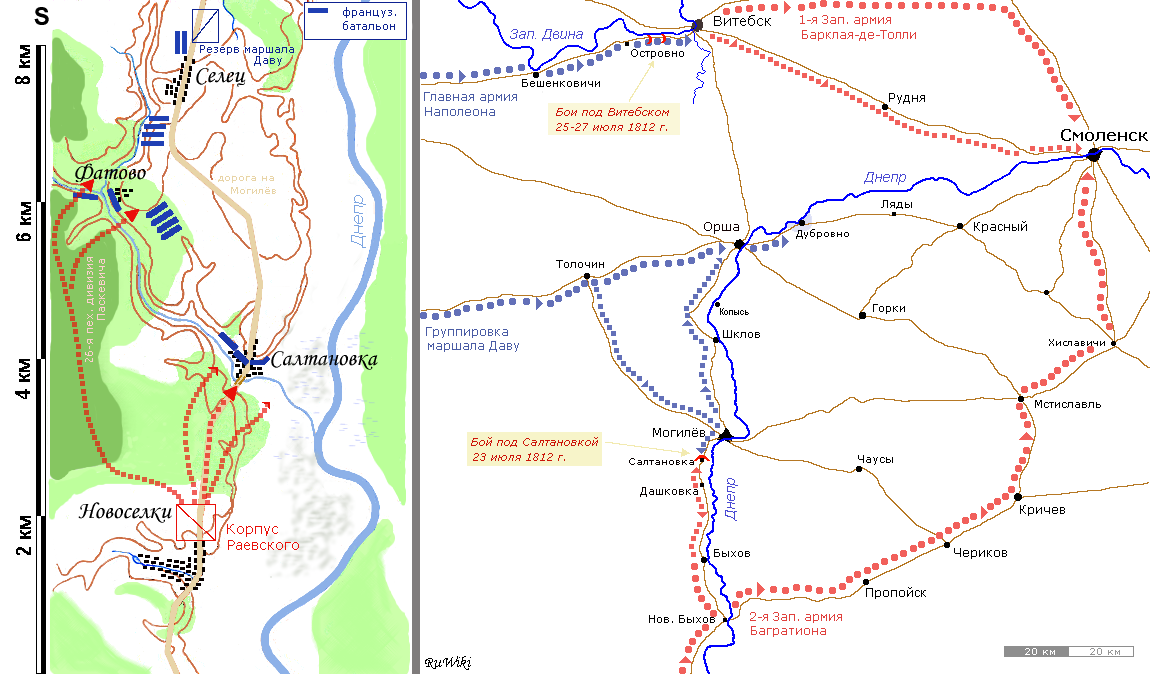
Детальная карта боя под Салтановкой и общий план соединения русских армий под Смоленском

Утром 23 июля у деревни Салтановка (11 км вниз по Днепру от Могилёва) начался ожесточённый бой. Корпус Раевского в течение десяти часов сражался с пятью дивизиями корпуса Даву. Бой шёл с переменным успехом. В критический момент Раевский лично повёл в атаку Смоленский полк со словами:
Солдаты! Я и мои дети откроем вам путь к славе! Вперед за царя и отечество!
Сам Раевский был ранен картечью в грудь, но его героическое поведение вывело солдат из замешательства, и они, бросившись вперёд, обратили противника в бегство. По легенде, рядом с Николаем Николаевичем в этот момент шли сыновья: 16-летний Александр и 11-летний Николай.

В момент решительной атаки на французские батареи взял их с собою в главе колонны Смоленского полка, причем меньшого, Николая, он вел за руку, а Александр, схватив знамя, лежавшее подле убитого в одной из предыдущих атак нашего подпрапорщика, понес его перед войсками. Геройский пример командира и его детей до исступления одушевил войска.
— Н. М. Орлов.
Однако сам Раевский позднее утверждал, что, хотя сыновья и были с ним в то утро, но в атаку не ходили. Тем не менее, после сражения под Салтановкой имя Раевского стало известно всей армии. Он стал одним из самых любимых солдатами и всем народом генералов.
В этот день Раевский, выдержав жестокий бой, сумел вывести корпус из сражения вполне боеспособным. К вечеру Даву, полагая, что скоро должны подойти основные силы Багратиона, приказал отложить сражение до следующего дня. А Багратион, тем временем, со своей армией успешно переправился через Днепр южнее Могилёва у Нового Быхова и быстрым маршем двинулся к Смоленску на соединение с армией Барклая. Даву узнал об этом лишь спустя сутки. Наполеона весть о спасении армии Багратиона от, казалось бы, неминуемого разгрома привела в ярость.

#### Смоленск
Упорные арьергардные бои, которые русские армии вели весь первый месяц войны, позволили им соединиться под Смоленском. 7 августа на военном совете было решено перейти к наступательным действиям. 7 августа обе армии двинулись на Рудню, где располагалась кавалерия Мюрата.

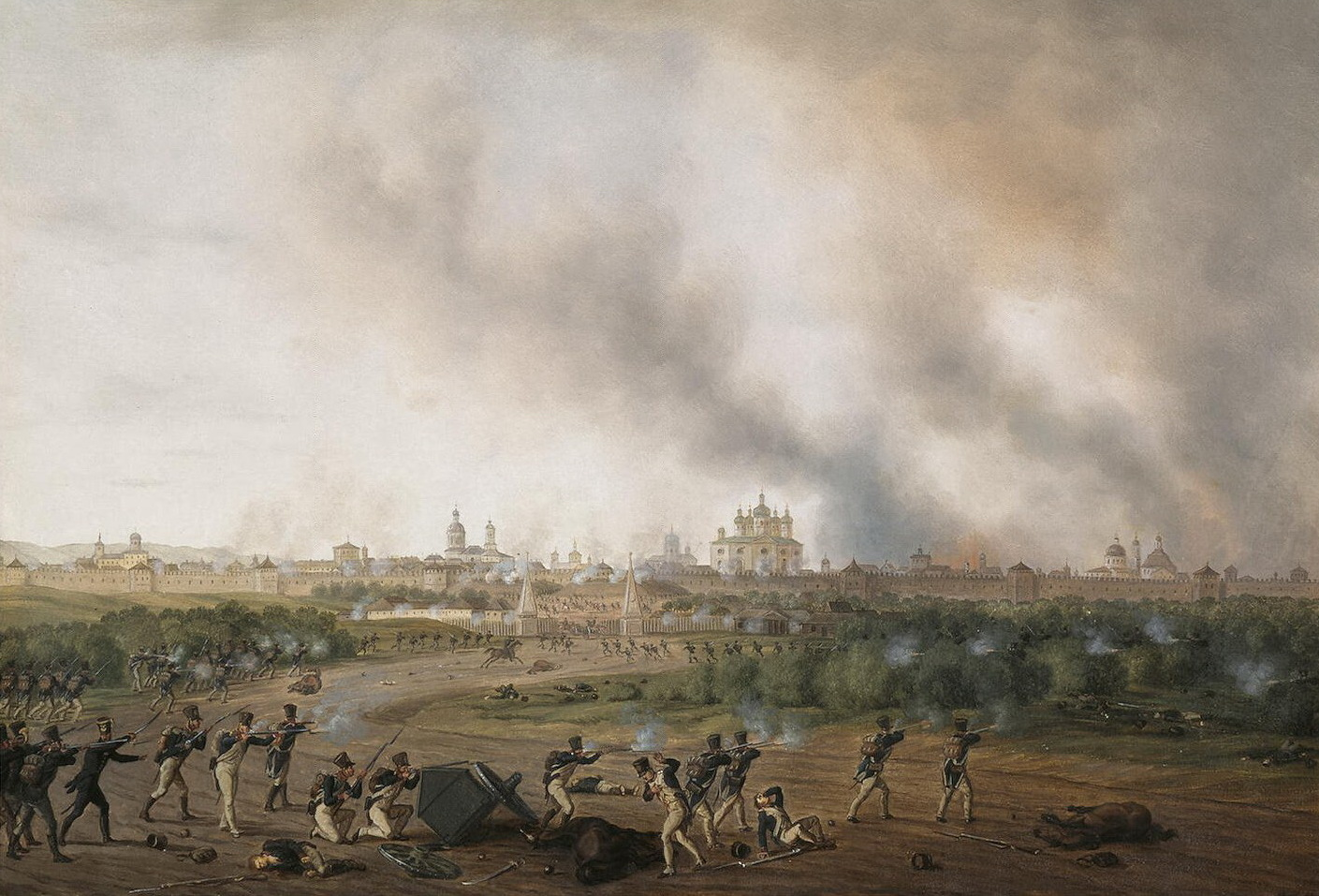
Битва за Смоленск. А. Адам

Однако Наполеон, использовав медленное продвижение русской армии, решил зайти в тыл Барклаю, обойдя его левый фланг с юга, для чего форсировал Днепр западнее Смоленска. Здесь на пути авангарда французской армии оказалась 27-я пехотная дивизия генерала Д. П. Неверовского, прикрывающая левый фланг русской армии. Наполеон послал против 8-тысячной русской дивизии 20-тысячную кавалерию Мюрата. Упорное сопротивление, оказанное дивизией Неверовского под Красным, на целые сутки задержало наступление французов на Смоленск, и дало время перебросить к городу корпус генерала Раевского.
15 августа к Смоленску подошли 180 тысяч французов. В распоряжении Раевского было не более 15 тысяч, положение его было крайне тяжёлым. Ему предстояло удержать город хотя бы на один день до подхода основных сил. Ночью на военном совете было решено сосредоточить главные силы внутри старой смоленской крепости, но также организовать оборону и в предместьях. Николай Николаевич выехал за город, намечая расположения войск. Предполагалось, что основной удар неприятель нанесёт на Королевский бастион — центр всей оборонительной линии. Раевский поручил его защиту командиру 26-й пехотной дивизии генералу И. Ф. Паскевичу. Буквально за несколько часов Раевский сумел организовать оборону города. Здесь в полную силу проявились его организаторские способности и тактическая выучка.
Утром 16 августа под прикрытием артиллерии в атаку устремилась французская кавалерия. Она сумела потеснить русскую конницу, но удачно расположенная Раевским русская артиллерия, в свою очередь, остановила наступление французов. Тем временем в атаку пошла пехота корпуса маршала Нея. Тремя мощными колоннами во главе с самим маршалом она устремилась на Королевский бастион. Однако войска Паскевича сумели отбить нападение. К 9 утра к Смоленску прибыл Наполеон. Он приказал открыть мощный артиллерийский огонь по городу. Страшный шквал огня обрушился на защитников Смоленска. Позднее Ней предпринял ещё одну попытку штурма, но и она не удалась. К вечеру вражеский огонь стал стихать.
Если бы Наполеону удалось быстро овладеть городом, он мог бы, переправившись через Днепр, ударить в тыл разрозненным русским войскам и разгромить их. Эта угроза была предотвращена благодаря стойкости солдат Раевского. Ночью к Смоленску подошли обе русские армии. Изнурённый осадой корпус Раевского сменили свежие части корпуса Д. С. Дохтурова. На другой день сражение продолжилось, но Наполеон не сумел достичь поставленных целей: ни предотвратить соединение 1-й и 2-й армии, ни разбить их под Смоленском. 18 августа русские войска оставили город, предварительно взорвав пороховые склады и мосты.

#### Бородино

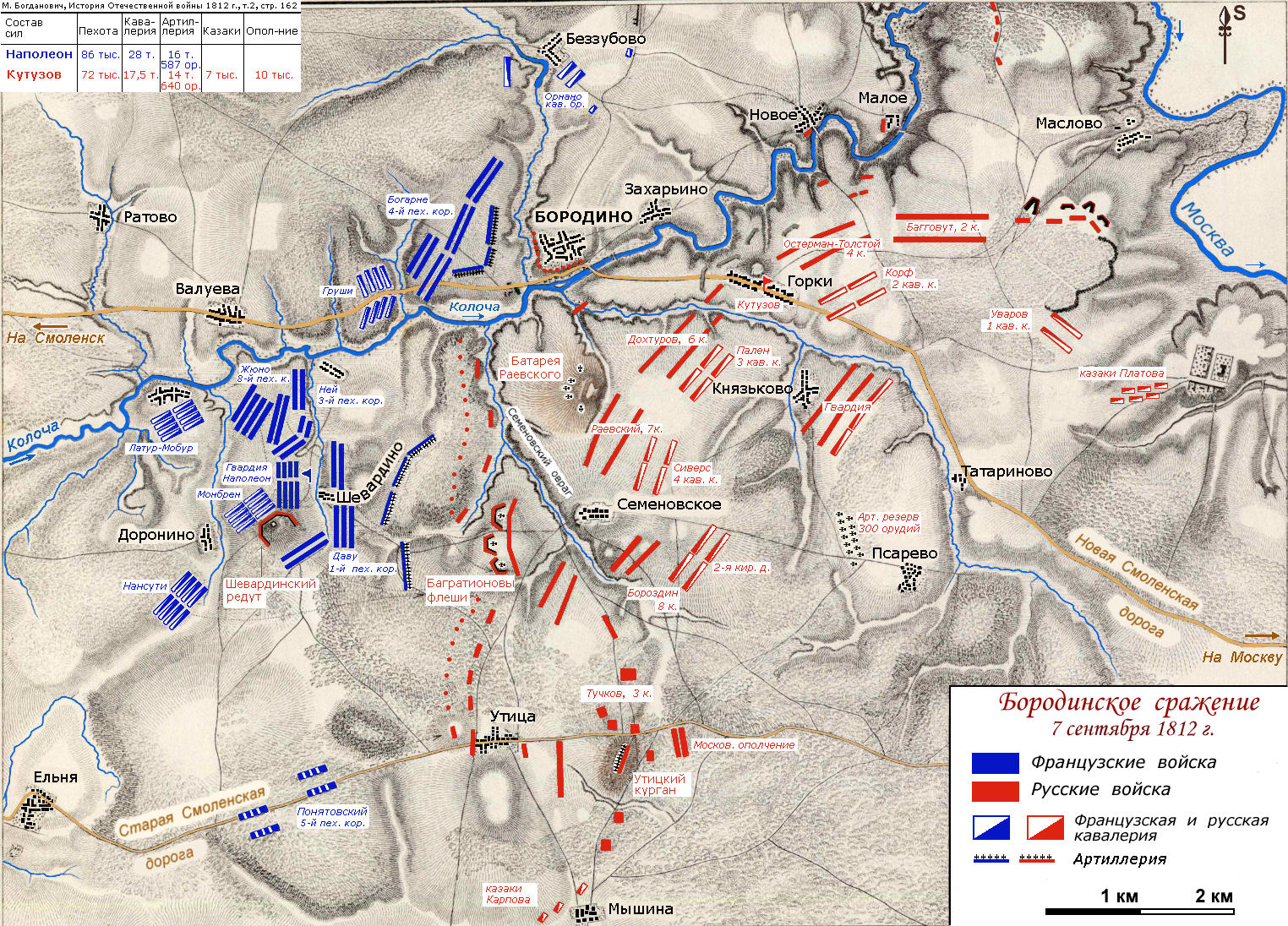
Диспозиция сил при Бородине к утру 7 сентября 1812 г.

29 августа командование русской армией принял Михаил Илларионович Кутузов. 7 сентября в 120 км от Москвы на Бородинском поле под его руководством было дано сражение, ставшее центральным событием всей войны.
Бородинское поле находилось на стыке двух дорог — старой Смоленской и новой Смоленской. В центре расположения русской армии возвышалась Курганная высота, господствующая на местности. Защищать её было доверено 7-му корпусу генерала Раевского, и в историю она вошла как «батарея Раевского».
Весь день накануне битвы солдаты Раевского сооружали на Курганной высоте земляные укрепления. На рассвете здесь расположилась батарея из 18 орудий. В 5 часов утра 7 сентября французы начали обстрел левого, менее сильного, фланга русской армии, где располагались Багратионовы флеши. Одновременно с этим завязалась упорная борьба на Курганной высоте. Французы, сосредотачивая силы для штурма высоты, переправили через реку Колочу две пехотные дивизии. В 9 часов 30 минут, после артподготовки, неприятель устремился в атаку. И хотя к этому времени восемь батальонов 7-го корпуса уже сражались на флешах, Раевскому всё же удалось остановить наступление французов на батарею.
Через некоторое время на штурм пошли уже три французские дивизии. Положение на батарее стало критическим. К тому же начала ощущаться нехватка снарядов. Французы ворвались на высоту, завязался ожесточённый рукопашный бой. Положение спасли подоспевшие на помощь и отбросившие французов солдаты 3-го батальона Уфимского полка во главе с генералом А. П. Ермоловым. Во время этих двух атак французы понесли значительные потери, три генерала были ранены, один взят в плен.
Тем временем по левому флангу французов ударили казачьи полки Платова и кавалерийский корпус Уварова. Это приостановило французские атаки, и дало возможность Кутузову подтянуть резервы на левый фланг и к батарее Раевского. Видя совершенное изнеможение корпуса Раевского, Кутузов отвёл его войска во вторую линию. Для обороны батареи была направлена 24-я пехотная дивизия П. Г. Лихачёва.
Всю вторую половину дня шла мощная артиллерийская перестрелка. На батарею обрушился огонь 150 французских орудий, на штурм высоты одновременно устремились кавалерия и пехота неприятеля. Обе стороны несли огромные потери. Израненный генерал Лихачёв попал в плен, французский генерал Огюст Коленкур погиб. Батарея Раевского получила от французов прозвище «могила французской кавалерии». И всё же численный перевес врага сказался: около 4 часов дня французы овладели батареей.

Однако после падения батареи дальнейшего продвижение французов в центр русской армии не последовало. С наступлением темноты сражение прекратилось. Французы отошли на исходные рубежи, оставив все занятые ими ценой огромных потерь русские позиции, в том числе и батарею Раевского.
Потери десятитысячного корпуса Раевского, которому пришлось выдержать удар двух первых атак французов на батарею, были огромными. По признанию Раевского, после боя он мог собрать «едва 700 человек». Сам Раевский, по его словам, «едва только в день битвы мог быть верхом», потому как незадолго до того случайно поранил ногу. Однако поле сражения он не оставил и весь день был со своими солдатами. За героическую оборону Курганной высоты Раевский был представлен к награде орденом Александра Невского со следующей характеристикой:
Как храбрый и достойный генерал с отличным мужеством отражал неприятеля, подавая собою пример.

#### Завершение войны
На военном совете в Филях, состоявшемся 1 (13) сентября, Раевский высказался за оставление Москвы:
Я сказал, что… более всего нужно сберечь войска… и что мое мнение: оставить Москву без сражения, что я говорю как солдат.
 Подобного мнения придерживался и М. И. Кутузов. 2 (14) сентября русская армия покинула Москву, и в тот же день древняя столица была занята французами.
Однако уже через месяц Наполеон был вынужден оставить сожжённый город. 19 октября французская армия начала отступление в сторону Калуги. 24 октября состоялось крупное сражение под Малоярославцем. 6-й пехотный корпус генерала Д. С. Дохтурова оказал упорное сопротивление неприятелю, город несколько раз переходил из рук в руки. Наполеон вводил в бой всё новые и новые части, и Кутузов решил направить на помощь Дохтурову корпус Раевского. Подкрепление пришлось как нельзя кстати, и неприятель был отброшен от города. В итоге, Малоярославец остался за русской армией. Французы не сумели прорваться к Калуге, и были вынуждены продолжить отступление по уже разорённой ими Смоленской дороге. Раевский за действия под Малоярославцем был награждён орденом Св. Георгия 3-й степени.
Силы французов, стремительно отступавших к западным границам России, таяли с каждым днём. В ноябре, в ходе трёхдневного сражения под Красным, Наполеон потерял около трети своей армии. В этом столкновении корпус Раевского фактически добил остатки корпуса маршала Нея, с которым ему не раз приходилось сражаться по ходу кампании.
Вскоре после сражения под Красным Николай Николаевич был вынужден оставить армию. Сказалось постоянное перенапряжение сил, а также многочисленные контузии и ранения.

### Заграничный поход
В строй Раевский вернулся через полгода, когда боевые действия уже шли за пределами России. Его командованию был вверен Гренадерский корпус. В мае 1813 года гренадеры Раевского проявили себя в сражениях под Кёнигсвартой и Бауценом. В августе, после присоединения Австрии к антифранцузской коалиции, корпус Раевского был переведён в Богемскую армию фельдмаршала Шварценберга. В её составе корпус принял участие в сражениях при Дрездене, неудачном для союзной армии, и Кульмом, где французы потерпели полное поражение. За Кульм Раевский был награждён орденом Св. Владимира 1-й степени.
Но особенно отличился гренадерский корпус Раевского в крупнейшем сражении эпохи — «Битве народов» под Лейпцигом.

В сем ужасном сражении было одно роковое мгновение, в котором судьба Европы и всего мира зависела от твердости одного человека. Наполеон, собрав всю свою кавалерию, под прикрытием ужасной батареи, устремился на наш центр. Часть оного поколебалась и временно уступила отчаянному нападению; но корпус гренадер под командою Раевского, свернувшись в каре, стоял непоколебимо, и, окруженный со всех сторон неприятелем, везде отражал его усилия. Сия твердость дала нашим время выстроиться и вскоре опрокинуть французскую кавалерию, которая принуждена была ретироваться под огнём непоколебимых гренадер, расстроилась и обратилась в бегство.
— М. Ф. Орлов
Сам Раевский был тяжело ранен в грудь, но остался на лошади и командовал корпусом до конца сражения. За этот подвиг 8 октября 1813 года он был произведён в генералы от кавалерии.
Зимой 1814 года, едва залечив рану, Раевский вернулся в армию. Он участвовал в сражениях при Бриенне, Бар-сюр-Обе и Арси-сюр-Обе. Наконец, 30 марта 1814 года русские войска подступили к Парижу. Корпус Раевского атаковал Бельвиль и, несмотря на упорное сопротивление французов, сумел занять эти высоты, господствующие над всем городом. Это в немалой степени способствовало тому, что французы были принуждены сложить оружие и начать переговоры. За Париж Раевский был награждён орденом Св. Георгия 2-й степени.

### Последние годы

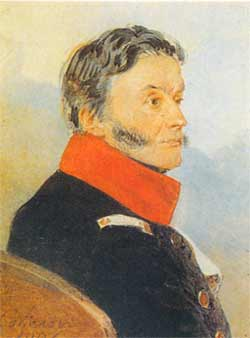
Н. Н. Раевский. 1826 г.

После войны Раевский жил в Киеве. С 13 февраля 1816 года командовал 3-м, а затем 4-м пехотным корпусом. Политика, придворные должности и официальные почести его не привлекали. По семейному преданию, он отказался от графского титула, пожалованного ему Александром I.
Ежегодно Раевский с семьёй путешествовал в Крым или на Кавказ. К этому времени относится знакомство семейства Раевских с Александром Сергеевичем Пушкиным. Молодой поэт стал близким другом семейства генерала. С одной из дочерей Раевского — Марией Николаевной — поэта связывали романтические отношения. Ей он посвятил многие свои стихотворения.
24 ноября 1824 года Раевский по собственному прошению был уволен в отпуск «до излечения болезни». 1825 год стал самым трагическим в жизни генерала. Сначала умерла нежно любимая им мать — Екатерина Николаевна, а в декабре, после восстания на Сенатской площади, были арестованы сразу трое близких ему людей: брат Василий Львович и мужья дочерей — М. Ф. Орлов и С. Г. Волконский. Все они были высланы из столицы. К следствию по делу декабристов были привлечены и сыновья Раевского — Александр и Николай, однако с них подозрения были сняты. В конце следующего года Николай Николаевич навсегда простился с любимой дочерью Марией, уехавшей в Сибирь к своему сосланному мужу Волконскому.
26 января 1826 года вступивший на престол император Николай I назначил Раевского членом Государственного совета.
Скончался Николай Николаевич Раевский 16 (28) сентября 1829 года в селе Болтышка Чигиринского уезда Киевской губернии в возрасте 58 лет. Похоронен он в фамильной усыпальнице — в Крестовоздвиженской церкви в селе Разумовка (ныне Кропивницкий район Кировоградской области Украины). На его надгробной плите начертаны слова:
Он был в Смоленске щит,

В Париже меч России.

## Послужной список
В службе:
- 1 (12) января 1774 года — зачислен рядовым в лейб-гвардии Преображенский полк;
- 30 апреля (11 мая) 1777 года — сержантом;
- 1 (12) января 1786 года — вступил в действительную службу прапорщиком;
- 1 (12) января 1788 года — подпоручиком;
- 1 (12) января 1789 года — поручиком в лейб-гвардии Преображенском полку;
- 1 (12) января 1789 года — выпущен в армию премьер-майором в Нижегородский драгунский полк;
- 1 (12) сентября 1790 года — назначен подполковником и командиром Полтавского казачьего полка;
- 31 января (11 февраля) 1791 года — полковником;
- 1794 год — вступил в командование Нижегородским драгунским полком;
- 10 (21) мая 1797 года — исключён из службы;
- 15 (27) марта 1801 года — вновь принят на службу генерал-майором по армии;
- 19 (31) декабря 1801 года — по прошению отставлен, с мундиром;
- 20 апреля (2 мая) 1807 года — принят вновь в службу по армии и назначен командиром егерской бригады;
- 12 (24) апреля 1808 года — за отличие произведён в генерал-лейтенанты, с назначением состоять в свите Его Величества;
- 14 (26) апреля 1808 года — назначен дивизионным начальником 21-й пехотной дивизии;
- 27 ноября (9 декабря) 1809 года — дивизионным начальником 11-й пехотной дивизии;
- 31 марта (12 апреля) 1811 года — дивизионным начальником 26-й пехотной дивизии;
- 1812 год — в начале Отечественной войны назначен командиром 7-го пехотного корпуса;
- 8 (20) октября 1813 года — произведён в генералы от кавалерии;
- 26 января (7 февраля) 1826 года — назначен членом Государственного совета.

В походах был:
- 1788 год, в Молдавии, волонтёром, при сдаче турками кр. Аккермана и Бендер;
- 1792 год, 7 июня, в Польше, под командой генерал-майора Маркова, был в сражении при д. Городище, за что награждён орденом Св. Георгия 4 кл.; 7 июня, под командой генерал-майора Тормасова, был в сражении под м. Дороустом;
- 1807 год, под командой генерал-лейтенанта князя Багратиона, был в Пруссии, в сражениях с французами: 24 и 27 мая, под Гуттштадтом; 25 — под д. Анкендорфом; 26 — при Деппене; 28 — под Гейльсбергом, где был ранен пулей в ногу; 2 июня, под Фридландом, где командовал всеми егерями и передовым корпусом, а при отступлении всем арьергардом до Тильзита; за все эти дела награждён орденами Св. Владимира 3 ст. и Св. Анны 1 ст.;
- 1808 год, после занятия Христиненштадта и Вазы, в Финляндии, командовал корпусом генерал-лейтенанта Тучкова, с которым был при занятии неприятельского десанта при Вазе и взятии в плен большого числа штаб- и обер-офицеров, рядовых и 1 орудия, а также шведского адъютанта; затем был в сражениях при кирках: Карстула, Перхо, Лаппо, и 23 августа, при кирке Куортане, откуда заставил неприятеля отступить;
- 1810 год, в Молдавии, под командой генерал от инфантерии Каменского, был при осаде и сдаче кр. Силистрии, за что получил золотую шпагу, с бриллиантами;
- 1812 год, 11 июля, под Салтановкой, близ Могилёва, был в сражении с французским маршалом Даву; 4 августа, под Смоленском, при удержании нападения неприятельских войск, под командой короля Неополитанского и маршалов Нея и Даву, до возвращения 1-й и 2- армий; затем был в сражениях: под Бородиным, где награждён был орденом Св. Александра Невского; под Малоярославцем, где награждён орденом Св. Георгия 3 кл.; близ Красного, против маршала Даву, где взял в плен генерала Мерияж и отбил у неприятеля 24 орудия, а потом против Итальянского вице-короля и маршала Нея;
- 1813 год, за границей, был в сражениях: под Бауценом, где командовал гренадерским корпусом; под Дрезденом, под Теплицем, под м. Донау, под Кульмом, где ранен пулей в грудь, за что награждён австрийским орденом Марии-Терезии и произведён в генералы от кавалерии;
- 1814 год, командуя армией графа Витгенштейна, был в сражениях: под г. Арсис, при поражении неприятеля и занятии города; под Фершампеннаузом; под Парижем, при занятии м. Беьвиль, за что награждён орденом Св. Георгия 2 кл.;
- 1815 год, командовал 4-м корпусом, под личным начальством императора Александра I, до конца кампании.

Высочайшими приказами: 25 ноября (7 декабря) 1824 уволен в отпуск до излечения болезни; 10 (22) октября 1829 исключён из списков умершим (скончался 16 (28) сентября).

## Награды
- Орден Святого Георгия[14]:
  - 2-й ст. (19.03.1814) — за отличие при взятии Парижа;
  - 3-й ст. (15.02.1813) — за отличие при Малоярославце;
  - 4-й ст. (28.06.1792) — за отличие при Городище;
- Орден Святого Владимира:
  - 1-й ст. (19.08.1813) — за отличие при Кульме;
  - 2-й ст. (28.01.1809) — за отличие в кампании 1808 г.;
  - 3-й ст. (01.12.1807) — за отличие при Гуттштадте и Анкендорфе;
  - 4-й ст. (02.09.1793) — за экспедицию в Могилёв-Подольский;
- Орден Святого Александра Невского (26.08.1812) — за отличие при Бородине;
- Алмазные знаки к Ордену Святого Александра Невского (1814);
- Орден Святой Анны 1-й ст. (20.05.1808) — за отличие в сражениях июня 1807 г.;
- Серебряная медаль «В память Отечественной войны 1812 года»;
- Золотая шпага «За храбрость» с алмазами (1810) — за отличие при взятии Силистрии;
- Золотая шпага «За храбрость» с алмазами (1792);
- Австрийский Военный орден Марии Терезии 3-й ст. (1813) — за отличие под Лейпцигом;
- Прусский Орден Красного орла 1-й ст. (1813)

## Семья

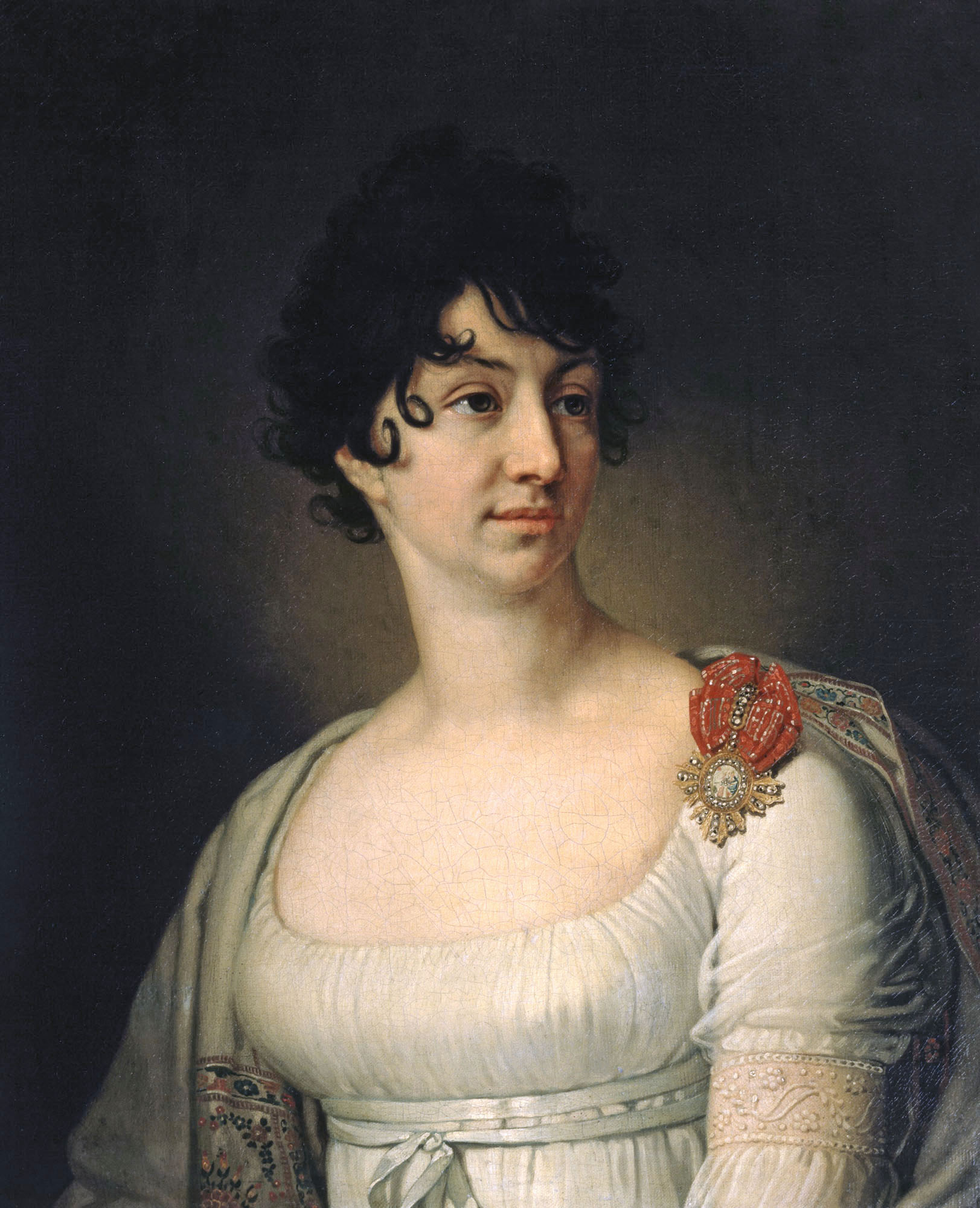
Софья Алексеевна Раевская — жена Николая Николаевича.
В. Л. Боровиковский, 1813 г.

Николай Николаевич Раевский женился в 1794 году на Софье Алексеевне Константиновой (1769—1844). Её родителями были библиотекарь Екатерины II Алексей Алексеевич Константинов, грек по происхождению, и Елена Михайловна, единственная дочь знаменитого русского учёного Михаила Васильевича Ломоносова. Один из современников так отзывался о Софье Алексеевне:

Она дама весьма вежливая, приятной беседы и самого превосходного воспитания; обращение её уловляет каждого, […] разговор её так занимателен, что ни на какую красавицу большого света её не променяешь; одна из тех любезных женщин, с которой час свидания, может почесться приобретением; она обогащает полезными сведениями ум жизни светской, проста в обращении, со всеми ласкова в обхождении, […] разговор её кроток, занимателен, приветствия отборны, […] слушает охотно чужой разговор, не стараясь одна болтать без умолку; природа отказала ей в пригожести, но взамен обогатила такими дарованиями, при которых забывается наружный вид лица.
— князь И. М. Долгоруков
Николай Николаевич и Софья Алексеевна любили друг друга и, несмотря на случавшиеся размолвки, оставались верными супругами до конца жизни. Неудивительно, что Раевский так представлял себе окончание войны:
Вы приедете ко мне с нашими дорогими детьми, я выеду вам навстречу и буду докучать вам описанием своих подвигов, как это обычно делают старые воины.
В браке у Николая Николаевича и Софьи Алексеевны родились:
- Александр (1795—1868) — полковник, камергер;
- Екатерина (1797—1885) — фрейлина, вышла замуж за декабриста М. Ф. Орлова;
- Николай (03.08.1799[41]— ?), крещен 8 августа в Скорбященской церкви при восприемстве графа А. Н. Самойлова и бабушки Е. Н. Давыдовой;
- Николай (08.08.1800[42]—до 1801), родился в Москве, крещен 23 августа 1800 года в церкви Сошествия Святого Духа у Пречистенских Ворот при восприемстве П. Л. Давыдова;
- Николай (1801—1843) — генерал-лейтенант, участник Кавказских войн, основатель Новороссийска;
- Елена (1803—1852) — фрейлина;
- Мария (1804—1863) — вышла замуж за декабриста С. Г. Волконского;
- Софья (12.06.1805—20.08.1806)[43] — умерла во младенчестве;
- Софья (1806—1883) — фрейлина.

Овдовев, Софья Алексеевна уехала с незамужными дочерьми на лечение в Италию. Она умерла в 1844 году в Риме, где и похоронена.

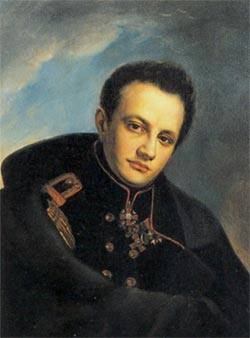
Александр
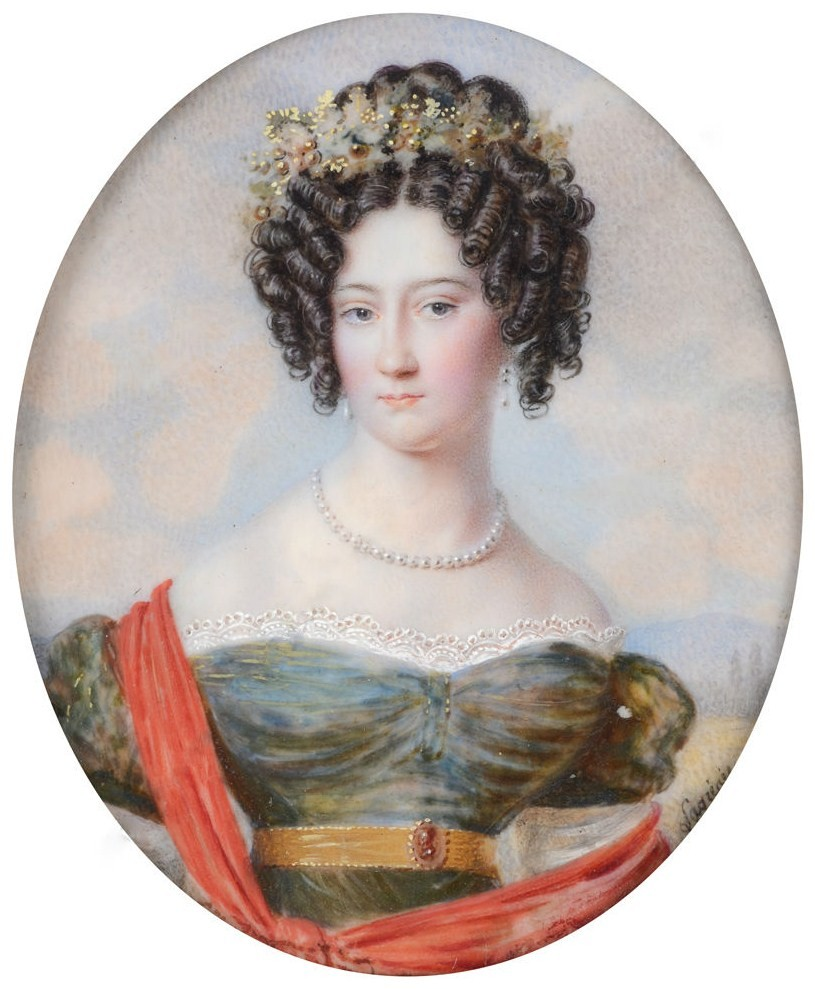
Екатерина
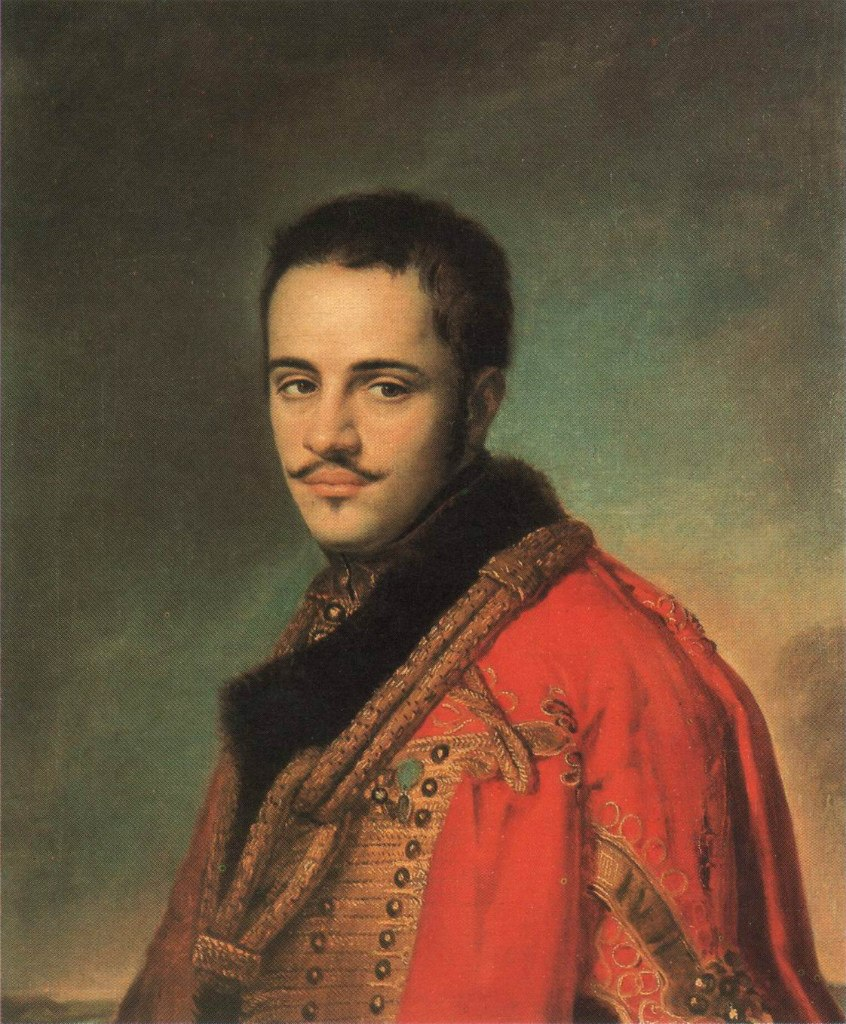
Николай
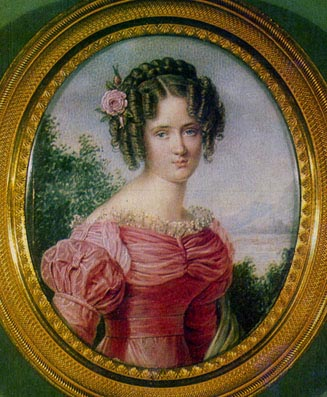
Елена
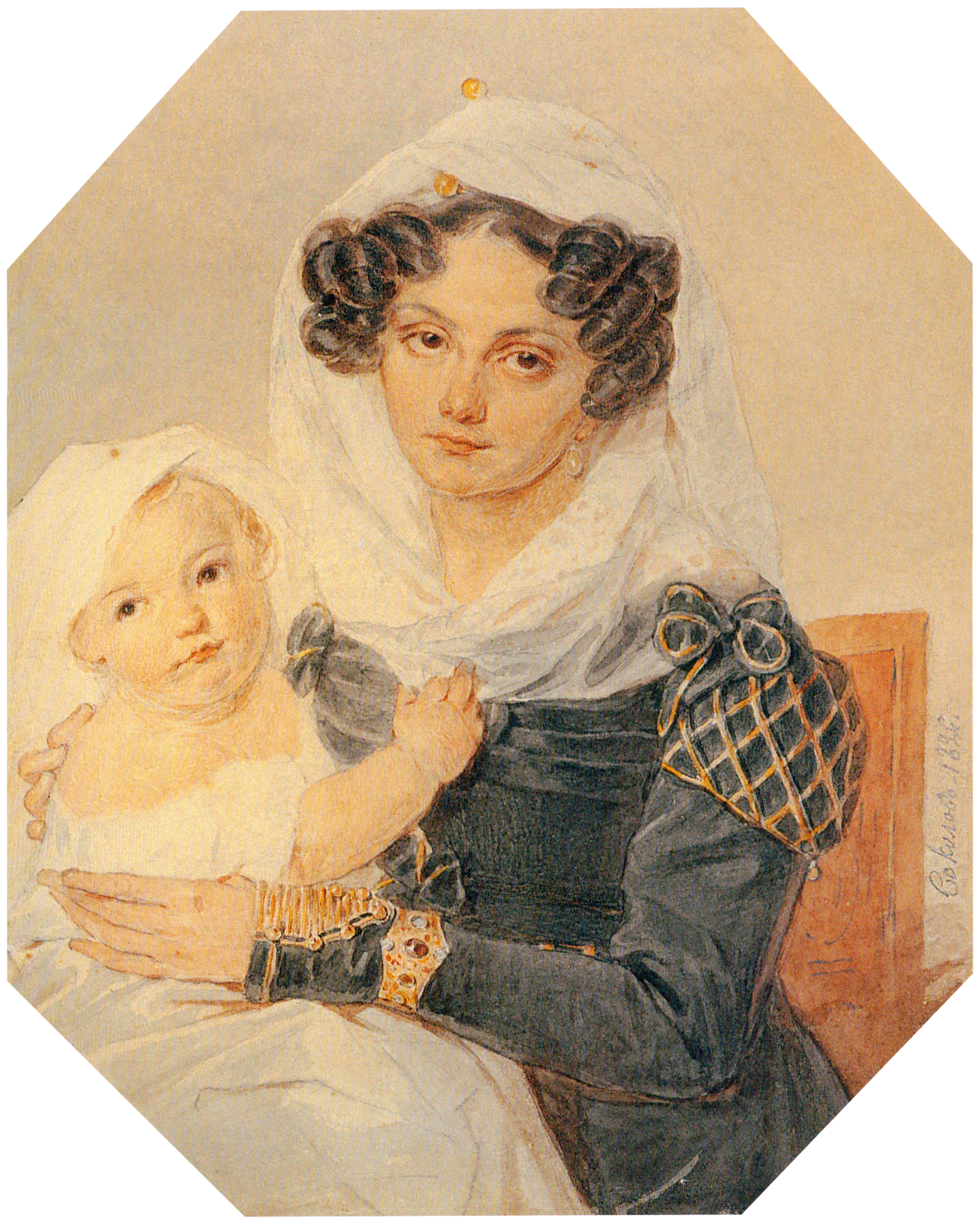
Мария
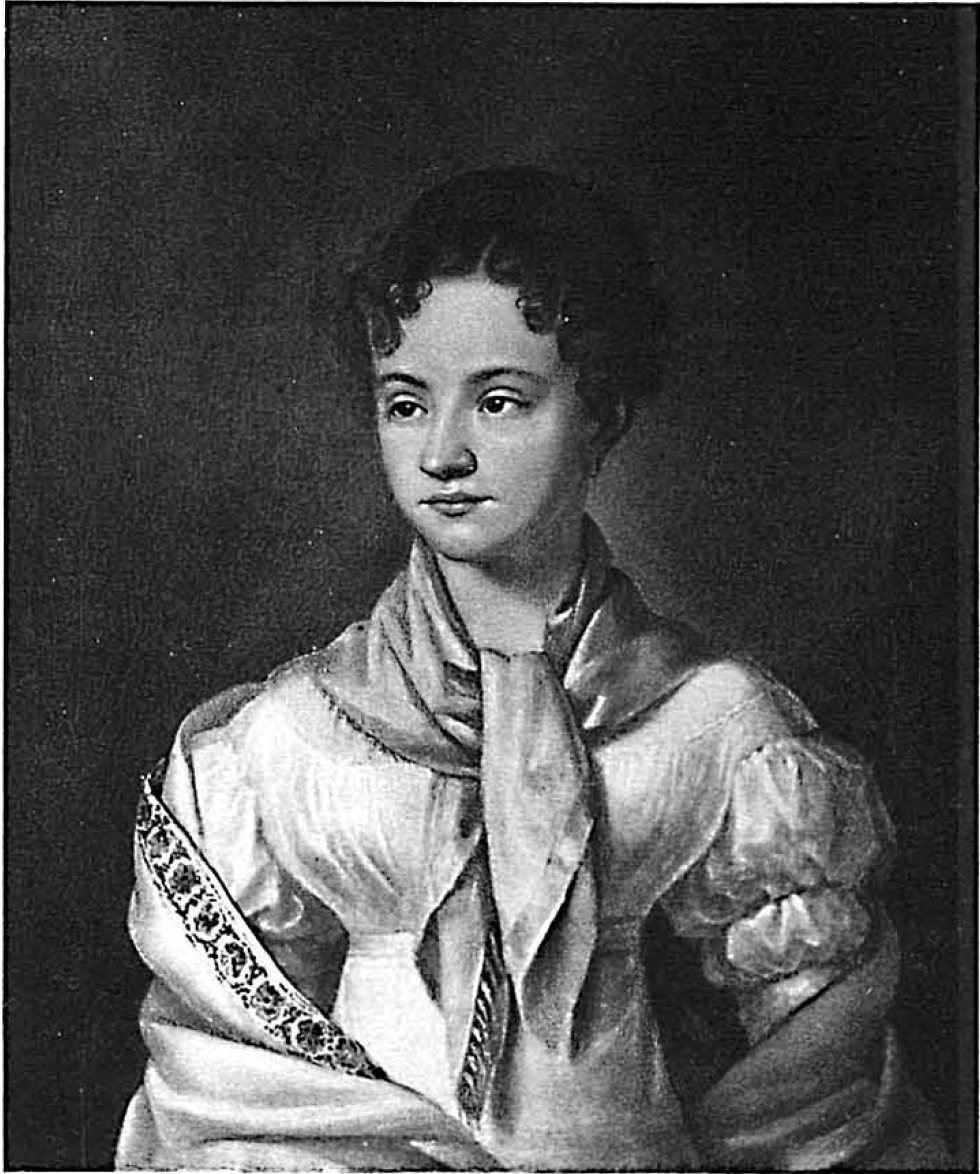
Софья

|                                           |                                           |                                           |                                           |                                           |                                           |                                         |                                         |                                            |                                            |                                            |                                            |                                             |                                             |                                             |                                             |                                             |                                             |                                           |                                           |                                           |                                           |                                         |                                         |                                         |                                         |                                           |                                           |                                           |                                           |                                           |                                           |                                            |                                            |                                            |                                            |                                            |                                            |                                        |                                        |                                        |                                        |                                       |                                       |                                             |                                             |                                             |                                             |                                             |                                             |                                           |                                           |                                           |                                           |                                     |                                     |                                       |                                       |                                       |                                       |                                       |                                       |
|                                           |                                           |                                           |                                           |                                           |                                           |                                         |                                         |                                            |                                            |                                            |                                            |                                             |                                             |                                             |                                             |                                             |                                             |                                           |                                           |                                           |                                           |                                         |                                         |                                         |                                         |                                           |                                           |                                           |                                           |                                           |                                           |                                            |                                            |                                            |                                            |                                            |                                            |                                        |                                        |                                        |                                        |                                       |                                       |                                             |                                             |                                             |                                             |                                             |                                             |                                           |                                           |                                           |                                           |                                     |                                     |                                       |                                       |                                       |                                       |                                       |                                       |
|                                           |                                           |                                           |                                           | Михаил Васильевич Ломоносов (1711—1765)   | Михаил Васильевич Ломоносов (1711—1765)   | Михаил Васильевич Ломоносов (1711—1765) | Михаил Васильевич Ломоносов (1711—1765) | Михаил Васильевич Ломоносов (1711—1765)    | Михаил Васильевич Ломоносов (1711—1765)    |                                            |                                            |                                             |                                             |                                             |                                             |                                             |                                             |                                           |                                           | Семён Артемьевич Раевский (1690—1759)     | Семён Артемьевич Раевский (1690—1759)     | Семён Артемьевич Раевский (1690—1759)   | Семён Артемьевич Раевский (1690—1759)   | Семён Артемьевич Раевский (1690—1759)   | Семён Артемьевич Раевский (1690—1759)   |                                           |                                           | Николай Борисович Самойлов (1718—1791)    | Николай Борисович Самойлов (1718—1791)    | Николай Борисович Самойлов (1718—1791)    | Николай Борисович Самойлов (1718—1791)    | Николай Борисович Самойлов (1718—1791)     | Николай Борисович Самойлов (1718—1791)     |                                            |                                            | Мария Александровна Потемкина (?—1774)     | Мария Александровна Потемкина (?—1774)     | Мария Александровна Потемкина (?—1774) | Мария Александровна Потемкина (?—1774) | Мария Александровна Потемкина (?—1774) | Мария Александровна Потемкина (?—1774) |                                       |                                       | Григорий Александрович Потёмкин (1739—1791) | Григорий Александрович Потёмкин (1739—1791) | Григорий Александрович Потёмкин (1739—1791) | Григорий Александрович Потёмкин (1739—1791) | Григорий Александрович Потёмкин (1739—1791) | Григорий Александрович Потёмкин (1739—1791) |                                           |                                           |                                           |                                           |                                     |                                     |                                       |                                       |                                       |                                       |                                       |                                       |
|                                           |                                           |                                           |                                           | Михаил Васильевич Ломоносов (1711—1765)   | Михаил Васильевич Ломоносов (1711—1765)   | Михаил Васильевич Ломоносов (1711—1765) | Михаил Васильевич Ломоносов (1711—1765) | Михаил Васильевич Ломоносов (1711—1765)    | Михаил Васильевич Ломоносов (1711—1765)    |                                            |                                            |                                             |                                             |                                             |                                             |                                             |                                             |                                           |                                           | Семён Артемьевич Раевский (1690—1759)     | Семён Артемьевич Раевский (1690—1759)     | Семён Артемьевич Раевский (1690—1759)   | Семён Артемьевич Раевский (1690—1759)   | Семён Артемьевич Раевский (1690—1759)   | Семён Артемьевич Раевский (1690—1759)   |                                           |                                           | Николай Борисович Самойлов (1718—1791)    | Николай Борисович Самойлов (1718—1791)    | Николай Борисович Самойлов (1718—1791)    | Николай Борисович Самойлов (1718—1791)    | Николай Борисович Самойлов (1718—1791)     | Николай Борисович Самойлов (1718—1791)     |                                            |                                            | Мария Александровна Потемкина (?—1774)     | Мария Александровна Потемкина (?—1774)     | Мария Александровна Потемкина (?—1774) | Мария Александровна Потемкина (?—1774) | Мария Александровна Потемкина (?—1774) | Мария Александровна Потемкина (?—1774) |                                       |                                       | Григорий Александрович Потёмкин (1739—1791) | Григорий Александрович Потёмкин (1739—1791) | Григорий Александрович Потёмкин (1739—1791) | Григорий Александрович Потёмкин (1739—1791) | Григорий Александрович Потёмкин (1739—1791) | Григорий Александрович Потёмкин (1739—1791) |                                           |                                           |                                           |                                           |                                     |                                     |                                       |                                       |                                       |                                       |                                       |                                       |
|                                           |                                           |                                           |                                           |                                           |                                           |                                         |                                         |                                            |                                            |                                            |                                            |                                             |                                             |                                             |                                             |                                             |                                             |                                           |                                           |                                           |                                           |                                         |                                         |                                         |                                         |                                           |                                           |                                           |                                           |                                           |                                           |                                            |                                            |                                            |                                            |                                            |                                            |                                        |                                        |                                        |                                        |                                       |                                       |                                             |                                             |                                             |                                             |                                             |                                             |                                           |                                           |                                           |                                           |                                     |                                     |                                       |                                       |                                       |                                       |                                       |                                       |
|                                           |                                           |                                           |                                           |                                           |                                           |                                         |                                         |                                            |                                            |                                            |                                            |                                             |                                             |                                             |                                             |                                             |                                             |                                           |                                           |                                           |                                           |                                         |                                         |                                         |                                         |                                           |                                           |                                           |                                           |                                           |                                           |                                            |                                            |                                            |                                            |                                            |                                            |                                        |                                        |                                        |                                        |                                       |                                       |                                             |                                             |                                             |                                             |                                             |                                             |                                           |                                           |                                           |                                           |                                     |                                     |                                       |                                       |                                       |                                       |                                       |                                       |
|                                           |                                           |                                           |                                           | Елена Михайловна Ломоносова (1749—1772)   | Елена Михайловна Ломоносова (1749—1772)   | Елена Михайловна Ломоносова (1749—1772) | Елена Михайловна Ломоносова (1749—1772) | Елена Михайловна Ломоносова (1749—1772)    | Елена Михайловна Ломоносова (1749—1772)    |                                            |                                            | Алексей Алексеевич Константинов (1728—1808) | Алексей Алексеевич Константинов (1728—1808) | Алексей Алексеевич Константинов (1728—1808) | Алексей Алексеевич Константинов (1728—1808) | Алексей Алексеевич Константинов (1728—1808) | Алексей Алексеевич Константинов (1728—1808) |                                           |                                           | Николай Семёнович Раевский (1741—1771)    | Николай Семёнович Раевский (1741—1771)    | Николай Семёнович Раевский (1741—1771)  | Николай Семёнович Раевский (1741—1771)  | Николай Семёнович Раевский (1741—1771)  | Николай Семёнович Раевский (1741—1771)  |                                           |                                           |                                           |                                           |                                           |                                           | Екатерина Николаевна Самойлова (1750—1825) | Екатерина Николаевна Самойлова (1750—1825) | Екатерина Николаевна Самойлова (1750—1825) | Екатерина Николаевна Самойлова (1750—1825) | Екатерина Николаевна Самойлова (1750—1825) | Екатерина Николаевна Самойлова (1750—1825) |                                        |                                        | Лев Денисович Давыдов (1743—1801)      | Лев Денисович Давыдов (1743—1801)      | Лев Денисович Давыдов (1743—1801)     | Лев Денисович Давыдов (1743—1801)     | Лев Денисович Давыдов (1743—1801)           | Лев Денисович Давыдов (1743—1801)           |                                             |                                             | Александр Николаевич Самойлов (1744—1814)   | Александр Николаевич Самойлов (1744—1814)   | Александр Николаевич Самойлов (1744—1814) | Александр Николаевич Самойлов (1744—1814) | Александр Николаевич Самойлов (1744—1814) | Александр Николаевич Самойлов (1744—1814) |                                     |                                     |                                       |                                       |                                       |                                       |                                       |                                       |
|                                           |                                           |                                           |                                           | Елена Михайловна Ломоносова (1749—1772)   | Елена Михайловна Ломоносова (1749—1772)   | Елена Михайловна Ломоносова (1749—1772) | Елена Михайловна Ломоносова (1749—1772) | Елена Михайловна Ломоносова (1749—1772)    | Елена Михайловна Ломоносова (1749—1772)    |                                            |                                            | Алексей Алексеевич Константинов (1728—1808) | Алексей Алексеевич Константинов (1728—1808) | Алексей Алексеевич Константинов (1728—1808) | Алексей Алексеевич Константинов (1728—1808) | Алексей Алексеевич Константинов (1728—1808) | Алексей Алексеевич Константинов (1728—1808) |                                           |                                           | Николай Семёнович Раевский (1741—1771)    | Николай Семёнович Раевский (1741—1771)    | Николай Семёнович Раевский (1741—1771)  | Николай Семёнович Раевский (1741—1771)  | Николай Семёнович Раевский (1741—1771)  | Николай Семёнович Раевский (1741—1771)  |                                           |                                           |                                           |                                           |                                           |                                           | Екатерина Николаевна Самойлова (1750—1825) | Екатерина Николаевна Самойлова (1750—1825) | Екатерина Николаевна Самойлова (1750—1825) | Екатерина Николаевна Самойлова (1750—1825) | Екатерина Николаевна Самойлова (1750—1825) | Екатерина Николаевна Самойлова (1750—1825) |                                        |                                        | Лев Денисович Давыдов (1743—1801)      | Лев Денисович Давыдов (1743—1801)      | Лев Денисович Давыдов (1743—1801)     | Лев Денисович Давыдов (1743—1801)     | Лев Денисович Давыдов (1743—1801)           | Лев Денисович Давыдов (1743—1801)           |                                             |                                             | Александр Николаевич Самойлов (1744—1814)   | Александр Николаевич Самойлов (1744—1814)   | Александр Николаевич Самойлов (1744—1814) | Александр Николаевич Самойлов (1744—1814) | Александр Николаевич Самойлов (1744—1814) | Александр Николаевич Самойлов (1744—1814) |                                     |                                     |                                       |                                       |                                       |                                       |                                       |                                       |
|                                           |                                           |                                           |                                           |                                           |                                           |                                         |                                         |                                            |                                            |                                            |                                            |                                             |                                             |                                             |                                             |                                             |                                             |                                           |                                           |                                           |                                           |                                         |                                         |                                         |                                         |                                           |                                           |                                           |                                           |                                           |                                           |                                            |                                            |                                            |                                            |                                            |                                            |                                        |                                        |                                        |                                        |                                       |                                       |                                             |                                             |                                             |                                             |                                             |                                             |                                           |                                           |                                           |                                           |                                     |                                     |                                       |                                       |                                       |                                       |                                       |                                       |
|                                           |                                           |                                           |                                           |                                           |                                           |                                         |                                         |                                            |                                            |                                            |                                            |                                             |                                             |                                             |                                             |                                             |                                             |                                           |                                           |                                           |                                           |                                         |                                         |                                         |                                         |                                           |                                           |                                           |                                           |                                           |                                           |                                            |                                            |                                            |                                            |                                            |                                            |                                        |                                        |                                        |                                        |                                       |                                       |                                             |                                             |                                             |                                             |                                             |                                             |                                           |                                           |                                           |                                           |                                     |                                     |                                       |                                       |                                       |                                       |                                       |                                       |
|                                           |                                           |                                           |                                           |                                           |                                           |                                         |                                         | Софья Алексеевна Константинова (1769—1844) | Софья Алексеевна Константинова (1769—1844) | Софья Алексеевна Константинова (1769—1844) | Софья Алексеевна Константинова (1769—1844) | Софья Алексеевна Константинова (1769—1844)  | Софья Алексеевна Константинова (1769—1844)  |                                             |                                             | Николай Николаевич Раевский (1771—1829)     | Николай Николаевич Раевский (1771—1829)     | Николай Николаевич Раевский (1771—1829)   | Николай Николаевич Раевский (1771—1829)   | Николай Николаевич Раевский (1771—1829)   | Николай Николаевич Раевский (1771—1829)   |                                         |                                         |                                         |                                         | Александр Николаевич Раевский (1769—1790) | Александр Николаевич Раевский (1769—1790) | Александр Николаевич Раевский (1769—1790) | Александр Николаевич Раевский (1769—1790) | Александр Николаевич Раевский (1769—1790) | Александр Николаевич Раевский (1769—1790) |                                            |                                            |                                            |                                            | Александр Львович Давыдов (1773—1833)      | Александр Львович Давыдов (1773—1833)      | Александр Львович Давыдов (1773—1833)  | Александр Львович Давыдов (1773—1833)  | Александр Львович Давыдов (1773—1833)  | Александр Львович Давыдов (1773—1833)  |                                       |                                       | Пётр Львович Давыдов (1782—1842)            | Пётр Львович Давыдов (1782—1842)            | Пётр Львович Давыдов (1782—1842)            | Пётр Львович Давыдов (1782—1842)            | Пётр Львович Давыдов (1782—1842)            | Пётр Львович Давыдов (1782—1842)            |                                           |                                           | Василий Львович Давыдов (1793—1855)       | Василий Львович Давыдов (1793—1855)       | Василий Львович Давыдов (1793—1855) | Василий Львович Давыдов (1793—1855) | Василий Львович Давыдов (1793—1855)   | Василий Львович Давыдов (1793—1855)   |                                       |                                       |                                       |                                       |
|                                           |                                           |                                           |                                           |                                           |                                           |                                         |                                         | Софья Алексеевна Константинова (1769—1844) | Софья Алексеевна Константинова (1769—1844) | Софья Алексеевна Константинова (1769—1844) | Софья Алексеевна Константинова (1769—1844) | Софья Алексеевна Константинова (1769—1844)  | Софья Алексеевна Константинова (1769—1844)  |                                             |                                             | Николай Николаевич Раевский (1771—1829)     | Николай Николаевич Раевский (1771—1829)     | Николай Николаевич Раевский (1771—1829)   | Николай Николаевич Раевский (1771—1829)   | Николай Николаевич Раевский (1771—1829)   | Николай Николаевич Раевский (1771—1829)   |                                         |                                         |                                         |                                         | Александр Николаевич Раевский (1769—1790) | Александр Николаевич Раевский (1769—1790) | Александр Николаевич Раевский (1769—1790) | Александр Николаевич Раевский (1769—1790) | Александр Николаевич Раевский (1769—1790) | Александр Николаевич Раевский (1769—1790) |                                            |                                            |                                            |                                            | Александр Львович Давыдов (1773—1833)      | Александр Львович Давыдов (1773—1833)      | Александр Львович Давыдов (1773—1833)  | Александр Львович Давыдов (1773—1833)  | Александр Львович Давыдов (1773—1833)  | Александр Львович Давыдов (1773—1833)  |                                       |                                       | Пётр Львович Давыдов (1782—1842)            | Пётр Львович Давыдов (1782—1842)            | Пётр Львович Давыдов (1782—1842)            | Пётр Львович Давыдов (1782—1842)            | Пётр Львович Давыдов (1782—1842)            | Пётр Львович Давыдов (1782—1842)            |                                           |                                           | Василий Львович Давыдов (1793—1855)       | Василий Львович Давыдов (1793—1855)       | Василий Львович Давыдов (1793—1855) | Василий Львович Давыдов (1793—1855) | Василий Львович Давыдов (1793—1855)   | Василий Львович Давыдов (1793—1855)   |                                       |                                       |                                       |                                       |
|                                           |                                           |                                           |                                           |                                           |                                           |                                         |                                         |                                            |                                            |                                            |                                            |                                             |                                             |                                             |                                             |                                             |                                             |                                           |                                           |                                           |                                           |                                         |                                         |                                         |                                         |                                           |                                           |                                           |                                           |                                           |                                           |                                            |                                            |                                            |                                            |                                            |                                            |                                        |                                        |                                        |                                        |                                       |                                       |                                             |                                             |                                             |                                             |                                             |                                             |                                           |                                           |                                           |                                           |                                     |                                     |                                       |                                       |                                       |                                       |                                       |                                       |
|                                           |                                           |                                           |                                           |                                           |                                           |                                         |                                         |                                            |                                            |                                            |                                            |                                             |                                             |                                             |                                             |                                             |                                             |                                           |                                           |                                           |                                           |                                         |                                         |                                         |                                         |                                           |                                           |                                           |                                           |                                           |                                           |                                            |                                            |                                            |                                            |                                            |                                            |                                        |                                        |                                        |                                        |                                       |                                       |                                             |                                             |                                             |                                             |                                             |                                             |                                           |                                           |                                           |                                           |                                     |                                     |                                       |                                       |                                       |                                       |                                       |                                       |
| Александр Николаевич Раевский (1795—1868) | Александр Николаевич Раевский (1795—1868) | Александр Николаевич Раевский (1795—1868) | Александр Николаевич Раевский (1795—1868) | Александр Николаевич Раевский (1795—1868) | Александр Николаевич Раевский (1795—1868) |                                         |                                         | Михаил Фёдорович Орлов (1788—1842)         | Михаил Фёдорович Орлов (1788—1842)         | Михаил Фёдорович Орлов (1788—1842)         | Михаил Фёдорович Орлов (1788—1842)         | Михаил Фёдорович Орлов (1788—1842)          | Михаил Фёдорович Орлов (1788—1842)          |                                             |                                             | Екатерина Николаевна Раевская (1797—1885)   | Екатерина Николаевна Раевская (1797—1885)   | Екатерина Николаевна Раевская (1797—1885) | Екатерина Николаевна Раевская (1797—1885) | Екатерина Николаевна Раевская (1797—1885) | Екатерина Николаевна Раевская (1797—1885) |                                         |                                         | Николай Николаевич Раевский (1801—1843) | Николай Николаевич Раевский (1801—1843) | Николай Николаевич Раевский (1801—1843)   | Николай Николаевич Раевский (1801—1843)   | Николай Николаевич Раевский (1801—1843)   | Николай Николаевич Раевский (1801—1843)   |                                           |                                           | Елена Николаевна Раевская (1803—1852)      | Елена Николаевна Раевская (1803—1852)      | Елена Николаевна Раевская (1803—1852)      | Елена Николаевна Раевская (1803—1852)      | Елена Николаевна Раевская (1803—1852)      | Елена Николаевна Раевская (1803—1852)      |                                        |                                        | Мария Николаевна Раевская (1805—1863)  | Мария Николаевна Раевская (1805—1863)  | Мария Николаевна Раевская (1805—1863) | Мария Николаевна Раевская (1805—1863) | Мария Николаевна Раевская (1805—1863)       | Мария Николаевна Раевская (1805—1863)       |                                             |                                             | Сергей Григорьевич Волконский (1788—1865)   | Сергей Григорьевич Волконский (1788—1865)   | Сергей Григорьевич Волконский (1788—1865) | Сергей Григорьевич Волконский (1788—1865) | Сергей Григорьевич Волконский (1788—1865) | Сергей Григорьевич Волконский (1788—1865) |                                     |                                     | Софья Николаевна Раевская (1806—1881) | Софья Николаевна Раевская (1806—1881) | Софья Николаевна Раевская (1806—1881) | Софья Николаевна Раевская (1806—1881) | Софья Николаевна Раевская (1806—1881) | Софья Николаевна Раевская (1806—1881) |
| Александр Николаевич Раевский (1795—1868) | Александр Николаевич Раевский (1795—1868) | Александр Николаевич Раевский (1795—1868) | Александр Николаевич Раевский (1795—1868) | Александр Николаевич Раевский (1795—1868) | Александр Николаевич Раевский (1795—1868) |                                         |                                         | Михаил Фёдорович Орлов (1788—1842)         | Михаил Фёдорович Орлов (1788—1842)         | Михаил Фёдорович Орлов (1788—1842)         | Михаил Фёдорович Орлов (1788—1842)         | Михаил Фёдорович Орлов (1788—1842)          | Михаил Фёдорович Орлов (1788—1842)          |                                             |                                             | Екатерина Николаевна Раевская (1797—1885)   | Екатерина Николаевна Раевская (1797—1885)   | Екатерина Николаевна Раевская (1797—1885) | Екатерина Николаевна Раевская (1797—1885) | Екатерина Николаевна Раевская (1797—1885) | Екатерина Николаевна Раевская (1797—1885) |                                         |                                         | Николай Николаевич Раевский (1801—1843) | Николай Николаевич Раевский (1801—1843) | Николай Николаевич Раевский (1801—1843)   | Николай Николаевич Раевский (1801—1843)   | Николай Николаевич Раевский (1801—1843)   | Николай Николаевич Раевский (1801—1843)   |                                           |                                           | Елена Николаевна Раевская (1803—1852)      | Елена Николаевна Раевская (1803—1852)      | Елена Николаевна Раевская (1803—1852)      | Елена Николаевна Раевская (1803—1852)      | Елена Николаевна Раевская (1803—1852)      | Елена Николаевна Раевская (1803—1852)      |                                        |                                        | Мария Николаевна Раевская (1805—1863)  | Мария Николаевна Раевская (1805—1863)  | Мария Николаевна Раевская (1805—1863) | Мария Николаевна Раевская (1805—1863) | Мария Николаевна Раевская (1805—1863)       | Мария Николаевна Раевская (1805—1863)       |                                             |                                             | Сергей Григорьевич Волконский (1788—1865)   | Сергей Григорьевич Волконский (1788—1865)   | Сергей Григорьевич Волконский (1788—1865) | Сергей Григорьевич Волконский (1788—1865) | Сергей Григорьевич Волконский (1788—1865) | Сергей Григорьевич Волконский (1788—1865) |                                     |                                     | Софья Николаевна Раевская (1806—1881) | Софья Николаевна Раевская (1806—1881) | Софья Николаевна Раевская (1806—1881) | Софья Николаевна Раевская (1806—1881) | Софья Николаевна Раевская (1806—1881) | Софья Николаевна Раевская (1806—1881) |
|                                           |                                           |                                           |                                           |                                           |                                           |                                         |                                         |                                            |                                            |                                            |                                            |                                             |                                             |                                             |                                             |                                             |                                             |                                           |                                           |                                           |                                           |                                         |                                         |                                         |                                         |                                           |                                           |                                           |                                           |                                           |                                           |                                            |                                            |                                            |                                            |                                            |                                            |                                        |                                        |                                        |                                        |                                       |                                       |                                             |                                             |                                             |                                             |                                             |                                             |                                           |                                           |                                           |                                           |                                     |                                     |                                       |                                       |                                       |                                       |                                       |                                       |
|                                           |                                           |                                           |                                           |                                           |                                           |                                         |                                         |                                            |                                            |                                            |                                            |                                             |                                             |                                             |                                             |                                             |                                             |                                           |                                           |                                           |                                           |                                         |                                         |                                         |                                         |                                           |                                           |                                           |                                           |                                           |                                           |                                            |                                            |                                            |                                            |                                            |                                            |                                        |                                        |                                        |                                        |                                       |                                       |                                             |                                             |                                             |                                             |                                             |                                             |                                           |                                           |                                           |                                           |                                     |                                     |                                       |                                       |                                       |                                       |                                       |                                       |
|                                           |                                           |                                           |                                           |                                           |                                           |                                         |                                         |                                            |                                            |                                            |                                            |                                             |                                             |                                             |                                             |                                             |                                             |                                           |                                           | Николай Николаевич Раевский (1839—1876)   | Николай Николаевич Раевский (1839—1876)   | Николай Николаевич Раевский (1839—1876) | Николай Николаевич Раевский (1839—1876) | Николай Николаевич Раевский (1839—1876) | Николай Николаевич Раевский (1839—1876) |                                           |                                           | Михаил Николаевич Раевский (1841—1893)    | Михаил Николаевич Раевский (1841—1893)    | Михаил Николаевич Раевский (1841—1893)    | Михаил Николаевич Раевский (1841—1893)    | Михаил Николаевич Раевский (1841—1893)     | Михаил Николаевич Раевский (1841—1893)     |                                            |                                            |                                            |                                            |                                        |                                        |                                        |                                        |                                       |                                       | Михаил Сергеевич Волконский (1832—1903)     | Михаил Сергеевич Волконский (1832—1903)     | Михаил Сергеевич Волконский (1832—1903)     | Михаил Сергеевич Волконский (1832—1903)     | Михаил Сергеевич Волконский (1832—1903)     | Михаил Сергеевич Волконский (1832—1903)     |                                           |                                           |                                           |                                           |                                     |                                     |                                       |                                       |                                       |                                       |                                       |                                       |

## Личность Раевского
Николай Николаевич Раевский был человеком хорошо образованным. Помимо выдающегося военного таланта и огромного боевого опыта, он обладал обширными знаниями, глубиной и самостоятельностью суждений, о чём свидетельствуют его письма и заметки. Его поправки и замечания весьма пригодились генералу Д. П. Бутурлину и французскому историку генералу Г. Жомини при их работе над сочинениями о войне 1812 года. Но не только боевые заслуги делали Раевского популярным в русском обществе. Все современники единодушно отмечали его высокие человеческие качества:

Раевский очень умен и удивительно искренен, даже до ребячества, при всей хитрости своей. В опасности он истинный герой, он прелестен. Глаза его разгорятся, как угли, и благородная осанка его поистине сделается величественною.
— К. Н. Батюшков

Всегда спокойный, приветливый, скромный, чувствующий силу свою и невольно дававший чувствовать оную мужественную, разительною физиономией и взором… Он был всегда тот же со старшими и равными себе, в кругу друзей, знакомых, перед войсками в огне битв и среди их в мирное время.
— Денис Давыдов

Я не видел в нём героя, славу русского войска, я в нём любил человека с ясным умом, с простой, прекрасной душой, снисходительного, попечительного друга, всегда милого ласкового хозяина.
— А. С. Пушкин
Одна из самых известных характеристик Раевского принадлежит Наполеону:

Этот русский генерал сделан из материала, из которого делаются маршалы.
— .

## Память о Раевском

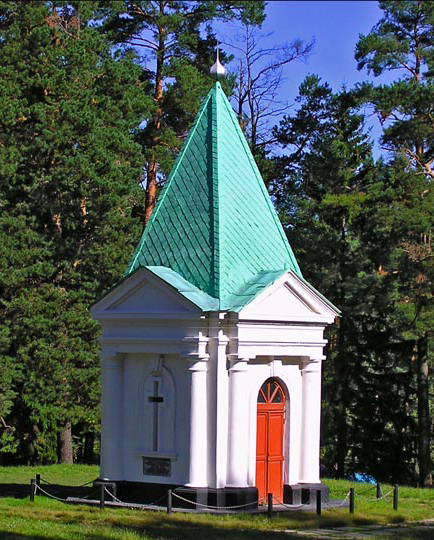
Часовня в Салтановке

Бюст в Смоленске

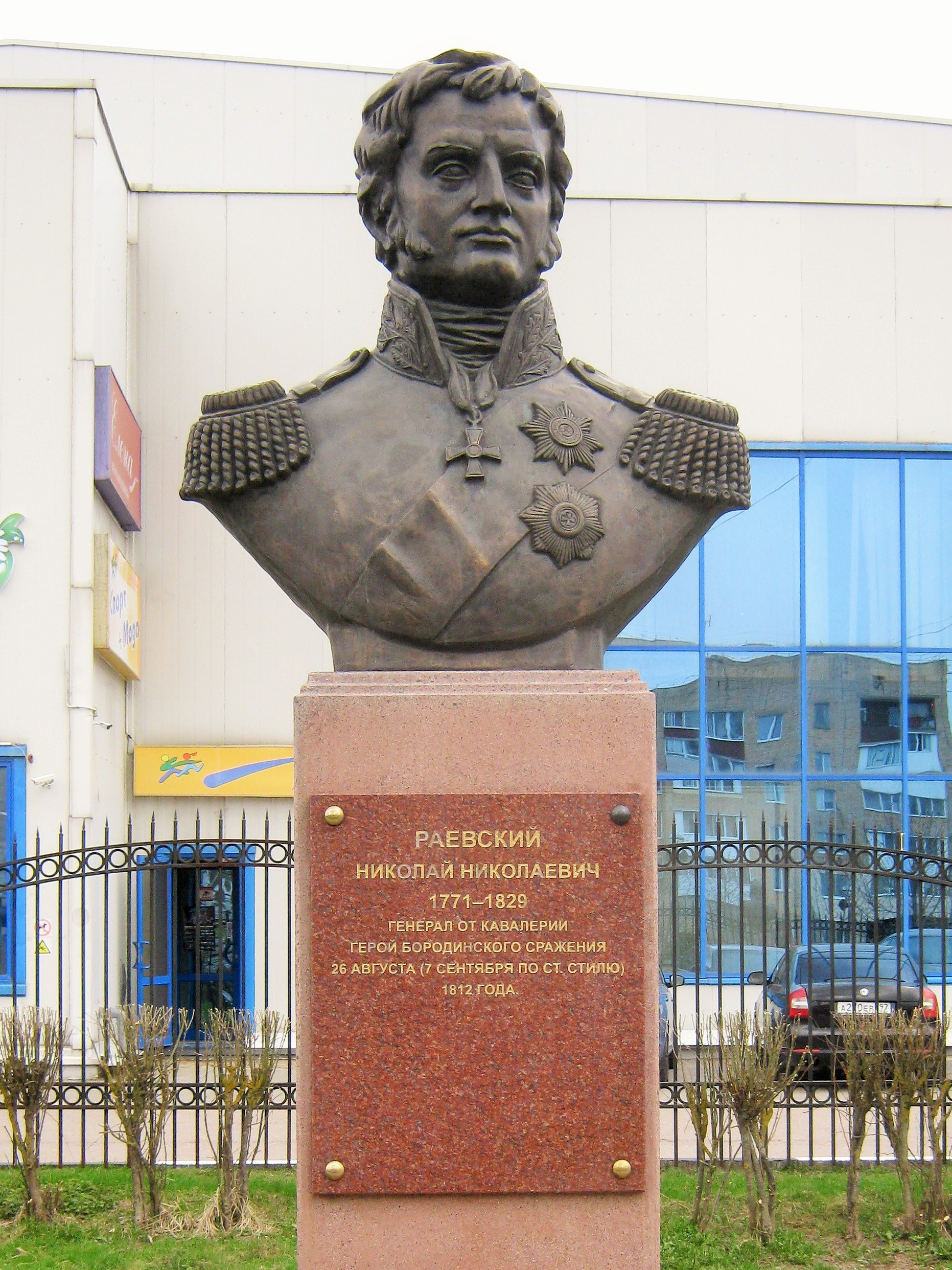
Бюст на аллее Героев в Можайске

Многие русские поэты-современники Раевского, восхищённые подвигами генерала, посвящали ему свои стихотворения:

Раевский, слава наших дней, 

Хвала! Перед рядами 

Он первый грудь против мечей 

С отважными сынами!
— В. А. Жуковский

Мал русских сонм — но вера с ними! 

Опять с полками стал своими 

Раевский, веры сын, герой!.. 

Горит кровопролитный бой. 

Все россы вихрями несутся, 

До положенья глав дерутся…
— С. Н. Глинка
В 1820 году, во время первой русской антарктической экспедиции, Ф. Ф. Беллинсгаузен назвал открытые им острова в Тихом океане в архипелаге Россиян (Туамоту) островами Раевского.
Биографии русского полководца посвящен документально-исторический роман Юрия Куранова «Дело генерала Раевского» (1996).
Ныне о подвигах Раевского напоминают часовня-памятник, стоящая на месте боя у Салтановки под Могилёвом, и памятник, установленный на месте батареи Раевского на Бородинском поле.
В 1961 году, к 150-летнему юбилею Отечественной войны, одна из улиц Москвы была названа в честь Н. Н. Раевского. Улица Раевского есть также в Смоленске, Можайске и Екатеринбурге.
В 1987 году бюст Раевского был установлен в сквере Памяти Героев в Смоленске.
В 2009 году на территории Бендерской крепости был открыт бронзовый бюст Раевского.
В 2011 году одна из улиц в микрорайоне Шилово в Воронеже была названа в честь генерала Раевского.

### Образ в кино
- «Звезда пленительного счастья» — актёр Лев Иванов

### В нумизматике

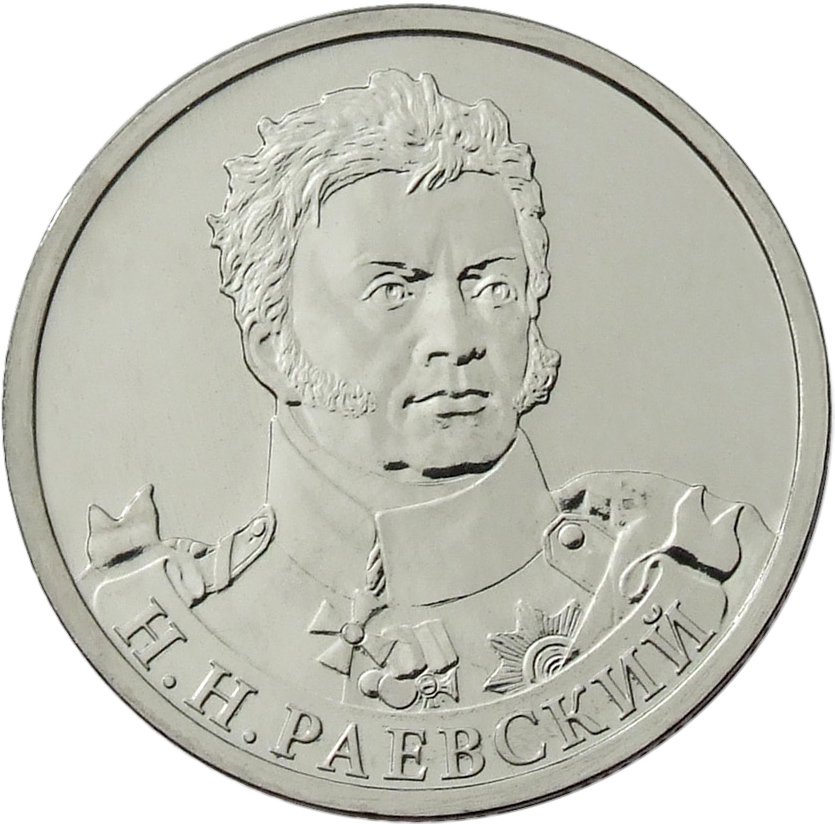
Памятная монета Банка России

- В 2012 году Центральным банком Российской Федерации была выпущена монета (2 рубля, сталь с никелевым гальваническим покрытием) из серии «Полководцы и герои Отечественной войны 1812 года» с изображением на реверсе портрета генерала от кавалерии Н. Н. Раевского[54].

### В названиях кораблей (каронимика)
С 2014 г. в Азово-Черноморском бассейновом филиале «ФГУП Росморпорт»  находится в эксплуатации буксир-кантовщик, названный в честь отважного героя Отечественной войны 1812 г. — «Генерал Раевский».

### Письма, воспоминания
- Из писем Н. Н. Раевского периода Отечественной войны 1812 г // Сибирские огни. — 1958. — № 7.
- Из записок Н. Н. Раевского // Смена. — М., 1987. — № 17.
- Батюшков К. Н. Чужое: мое сокровище! // Сочинения. — М., 1989.. — Т. 2.
- Волконская М. Н. Записки. — Иркутск, 1973.
- Давыдов Д. В. Замечания на некрологию Н. Н. Раевского [...]. — М., 1832.
- Орлов М. Ф. Некрология генерала от кавалерии Н. Н. Раевского. — СПб., 1829.

### Монографии, статьи
- Борисевич А. Т. Генерал от кавалерии Николай Николаевич Раевский (историко-биографический очерк). — СПб., 1912.
- Епанчин Ю. Л. Николай Николаевич Раевский (1771—1829). Жизнь. Деятельность. Личность (Диссертация на соискание ученой степени кандидата исторических наук). — Самара, 1996.
- Епанчин Ю. Л. Роль Седьмого корпуса Н. Н. Раевского в Бородинской битве // Вопросы истории. — 1996. — № 8.
- Епанчин Ю. Л. Николай Николаевич Раевский // Вопросы истории. — 1999. — № 3.
- Иванов И. Герой Отечественной войны 1812 года: (К 200-летию со дня рождения ген. Н. Н. Раевского) // Военно-исторический журнал. — 1971. — № 9.
- Ковалёв К. П. Н. Н. Раевский // Герои 1812 года. — М., 1987. — (Жизнь замечательных людей).
- Орлов Н. М. Н. Н. Раевский. 1812 // Русская старина. — 1874. — № 4.
- Почко Н. А. Генерал Н. Н. Раевский. — М., 1971.
- Почко Н. А. Раевский и декабристы // Материалы научной конференции «Отечественная война 1812 года. Источники. Памятники. Проблемы». — Бородино, 1994.
- Тарле Е. В. Нашествие Наполеона на Россию. — М., 1941.
- Топорков Н. Генерал Н. Н. Раевский (1771—1829) // Знамя. — 1944. — № 3.
- Шенкман Г. С. Генерал Раевский и его семья. — СПб., 2003.
- Экштут С. А. Николай Раевский // Родина. — 1994. — № 3—4.